# Adler Arena
De Adler Arena (Russisch: Адлер-Арена) is de schaatshal voor het langebaanschaatsen op de Olympische Winterspelen 2014 in Sotsji. Een jaar eerder werden op deze baan ook al de WK afstanden 2013 gereden. De eerste baanrecords werden rond de kerst van 2012 gezet op het Russisch allroundkampioenschap. Anno maart 2024 is de Adler Arena nog altijd de nummer 8 op de lijst van snelste ijsbanen ter wereld.
De naam verwijst naar de locatie van het stadion in het microdistrict Adler, zo'n vijf kilometer van de grens met Georgië (Abchazië). De hal heeft een capaciteit van 8.000 mensen en zal na de Olympische Spelen van 2014 een handels- en expositiecentrum worden.
Tijdens de Olympische Winterspelen van 2014 overheerste Nederland het schaatstoernooi. Het won er 23 medailles, waarvan 8 gouden.
Na de Spelen werd de Adler Arena al snel voor andere doeleinden dan schaatsen ingezet. Op 19 en 20 april speelde (en won) Rusland hier voor de tenniscompetitie Fed Cup 2014 de wedstrijd tegen Argentinië. In de hal was een gravelbaan aangelegd.

## Grote kampioenschappen

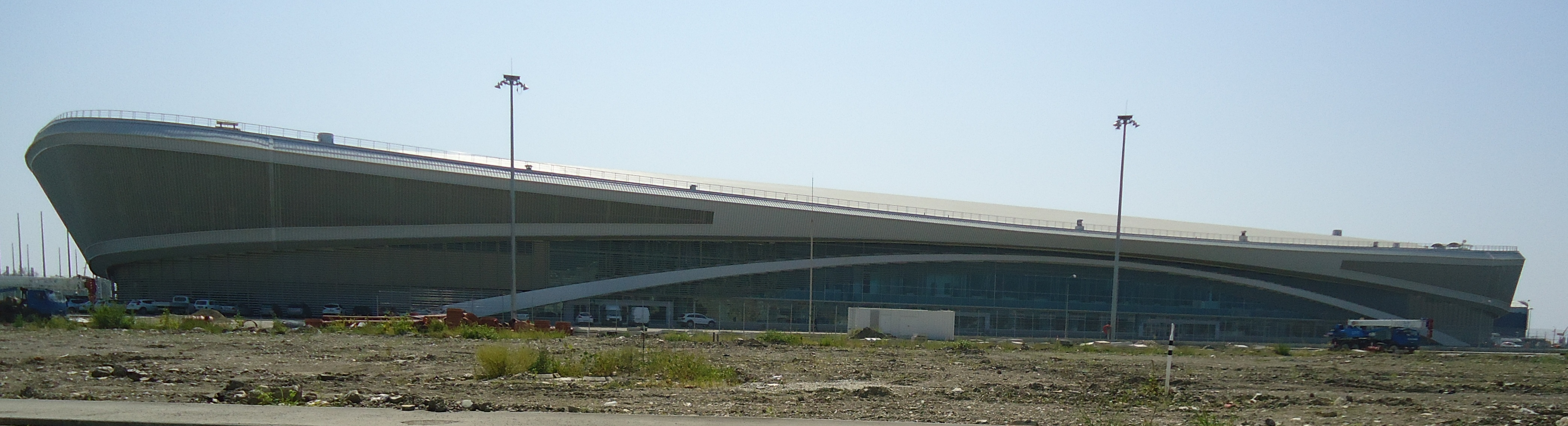

Internationaal
- 2013 - WK afstanden
- 2014 - Olympische Winterspelen

Nationaal
- RK allround 2013

## Baanrecords
| Afstand              | Schaatser                                | Land | Tijd     | Datum      |
| -------------------- | ---------------------------------------- | ---- | -------- | ---------- |
| 500 m                | Ronald Mulder                            | NED  | 34,49    | 10-02-2014 |
| 1000 m               | Stefan Groothuis                         | NED  | 1.08,39  | 12-02-2014 |
| 1500 m               | Zbigniew Bródka                          | POL  | 1.45,00  | 15-02-2014 |
| 3000 m               | Ivan Skobrev                             | RUS  | 3.43,49  | 03-02-2014 |
| 5000 m               | Sven Kramer                              | NED  | 6.10,76  | 08-02-2014 |
| 10.000 m             | Jorrit Bergsma                           | NED  | 12.44,45 | 18-02-2014 |
| Ploegenachtervolging | Jan Blokhuijsen Sven Kramer Koen Verweij | NED  | 3.37,71  | 22-02-2014 |
| 2×500 m              | Michel Mulder                            | NED  | 69,300   | 10-02-2014 |
| Sprintvierkamp       | Dmitri Lobkov                            | RUS  | 143,840  | 28-12-2012 |
| Grote vierkamp       | Ivan Skobrev                             | RUS  | 152,748  | 26-12-2012 |

| Afstand              | Schaatsster                                | Land | Tijd    | Datum      |
| -------------------- | ------------------------------------------ | ---- | ------- | ---------- |
| 500 m                | Lee Sang-hwa                               | KOR  | 37,28   | 11-02-2014 |
| 1000 m               | Zhang Hong                                 | CHN  | 1.14,02 | 13-02-2014 |
| 1500 m               | Jorien ter Mors                            | NED  | 1.53,51 | 16-02-2014 |
| 3000 m               | Ireen Wüst                                 | NED  | 4.00,34 | 09-02-2014 |
| 5000 m               | Martina Sáblíková                          | CZE  | 6.51,54 | 19-02-2014 |
| Ploegenachtervolging | Marrit Leenstra Jorien ter Mors Ireen Wüst | NED  | 2.58,05 | 22-02-2014 |
| 2×500 m              | Lee Sang-hwa                               | KOR  | 74,700  | 11-02-2014 |
| Sprintvierkamp       | Olga Fatkoelina                            | RUS  | 155,255 | 28-12-2012 |
| Kleine vierkamp      | Jekaterina Sjichova                        | RUS  | 166,462 | 26-12-2012 |

1924:  Stade de Mont Blanc · 
1928:  Badrutts Park · 
1932:  James B. Sheffield Olympic Skating Rink · 
1936:  IJsbaan van Garmisch-Partenkirchen · 
1948:  Badrutts Park · 
1952:  Bislett Stadion · 
1956:  Meer van Misurina · 
1960:  Squaw Valley Olympic Skating Rink · 
1964:  Olympia Eisstadion Innsbruck · 
1968:  Anneau de Vitesse de Grenoble · 
1972:  Makomanai Skating Centre · 
1976:  Olympia Eisstadion Innsbruck · 
1980:  James B. Sheffield Olympic Skating Rink · 
1984:  Zetra Ice Rink · 
1988:  Olympic Oval · 
1992:  Stade de Patinage Olympique · 
1994:  Vikingskipet · 
1998:  M-Wave · 
2002:  Utah Olympic Oval · 
2006:  Oval Lingotto · 
2010:  Richmond Olympic Oval · 
2014:  Adler Arena · 
2018:  Gangneung Science Oval · 
2022:  National Speed Skating Oval
 Adler Arena 2013 ·
 Gangneung Science Oval 2017 ·
 Kometa 2016 ·
 Max Aicher Arena 2005, 2011, 2019 ·
 M-Wave 2000, 2008 ·
 National Speed Skating Oval 2027 ·
 Olympic Oval 1998, 2024 ·
 Richmond Olympic Oval 2009 ·
 Sportforum Hohenschönhausen 2003 ·
 Taereung International Skating Rink 2004 ·
 Thialf 1999, 2012, 2015, 2021, 2023 ·
 Tor Stegny 1997 ·
 Utah Olympic Oval 2001, 2007, 2020 ·
 Vikingskipet 1996, 2025